# Amphiglena pacifica
Amphiglena pacifica är en ringmaskart som beskrevs av Annenkova 1934. Amphiglena pacifica ingår i släktet Amphiglena och familjen Sabellidae. Inga underarter finns listade i Catalogue of Life.